# Gyrid Axe Øvsteng
Gyrid Axe Øvsteng (nascida a 31 de julho de 1974, em Vågå) é uma dramaturga norueguesa, também autora de livros infantis.
Estudou teatro e literatura. Foi aluna do projeto piloto de artes dramáticas na Kunsthøgskolen i Oslo (KHIO, "Escola Superior de Artes de Oslo"), entre 2001 e 2003.
Estreou-se como dramaturga em 2000, com a peça Køyr!, no festival norueguês de teatro, no palco do Det Norske Teatret. A saudade, o amor e a morte são temas frequentes nas suas peças.
A maior parte da sua obra foi escrita no idioma novo norueguês (nynorsk).
Reside atualmente em Skien.

## Peças
- Gjøglaren, Det Norske Teatret, 2011
- Bjørnstjerne, Aulestad, 2010
- Plopp, 2009
- Superhelt, Det Norske Teatret, 2009
- Saldo, Det Norske Teatret, 2009
- Nattsvermar, 2009
- The New Engine, drama musical, Klosterøya, Skien 2007
- Papirfly, Skien, 2007
- Verkeleg, Rogaland Teater/Det Norske Teatret, 2007
- Utflukt, Moscovo, junho de 2006
- Bussen, Teatro Ibsen, 2006
- Arv, Samtidsfestivalen/Det Åpne Teater, 2005
- Linedans, Det Norske Teatret, 2003
- Ja!, Nationaltheatret, 2002
- Understraumar, Nationaltheatret, 2001
- Køyr!,  festival norueguês de teatro, 2000